# Fluthgrafstraße
Die Fluthgrafstraße ist eine Innenstadtstraße von Wesel am Niederrhein.

## Lage
Die Fluthgrafstraße verläuft in Nord-Süd-Richtung auf beiden Seiten des Weseler Stadtrings (in diesem Abschnitt Herzogenring) und ist insgesamt rund 300 Meter lang. An ihrem südlichen Ende wird sie von der Martinistraße gequert und Richtung Süden führt ein nicht durch Kraftfahrzeuge nutzbarer Durchgang zum Kornmarkt. Dieser Durchgang verläuft am heutigen Rathaus, der Stadtbücherei Wesel und dem Städtischen Bühnenhaus vorbei. Etwa in ihrer Mitte wird die Fluthgrafstraße vom Herzogenring gequert, der Teil des Weseler Stadtrings ist und rund 100 Meter weiter westlich auf die Bundesstraße 8 führt. Im Norden endet die Fluthgrafstraße am westlichen Rand des Nordglacis, welches Teil des bewaldeten Weseler Glacis ist.

## Geschichte
Im Süden der heutigen Fluthgrafstraße stand seit 1700 das Stadttor Klever Tor. Es war ein Zugang zur Festung Wesel und wurde 1891 während des Prozesses der Entfestigung abgerissen. Auch über die Entfestigung hinaus wurden Grundstücke an der Straße militärisch genutzt, 1897 entstand eine neue Kaserne für das 43. Feldartillerie-Regiment. Im Juli 1903 erhielt die Straße nach dem noch amtierenden, aber vor dem Rückzug stehenden Weseler Oberbürgermeister Joseph Fluthgraf den Namen Oberbürgermeister-Fluthgraf-Straße, welcher später in die heutige Form verkürzt wurde.
Nach der Einführung der Fernverkehrsstraßen (später Reichsstraßen) im Jahr 1932 führte die Reichsstraße 8 (heute Bundesstraße 8) aus Richtung Dinslaken kommend über die Dinslakener Landstraße und den Stadtring über den nördlichen Teil der Fluthgrafstraße, von wo aus sie auf die Reeser Landstraße Richtung Rees mündete. Des Weiteren war die Fluthgrafstraße Teil der wichtigsten Nord-Süd-Achse durch die Innenstadt, welche weiter südlich am Kornmarkt und am Großen Markt vorbeiführte. Bereits in den ersten Planungen nach dem Zweiten Weltkrieg war jedoch eine neue Nord-Süd-Achse entlang der Kreuz- und Korbmacherstraße vorgesehen und wurde auch so umgesetzt. Da ein Teilstück der heutigen B 8 noch nicht fertiggestellt war, wurde der Verkehr Richtung Rees, Emmerich und der niederländischen Grenze bis Dezember 1956 über die Fluthgrafstraße geführt.

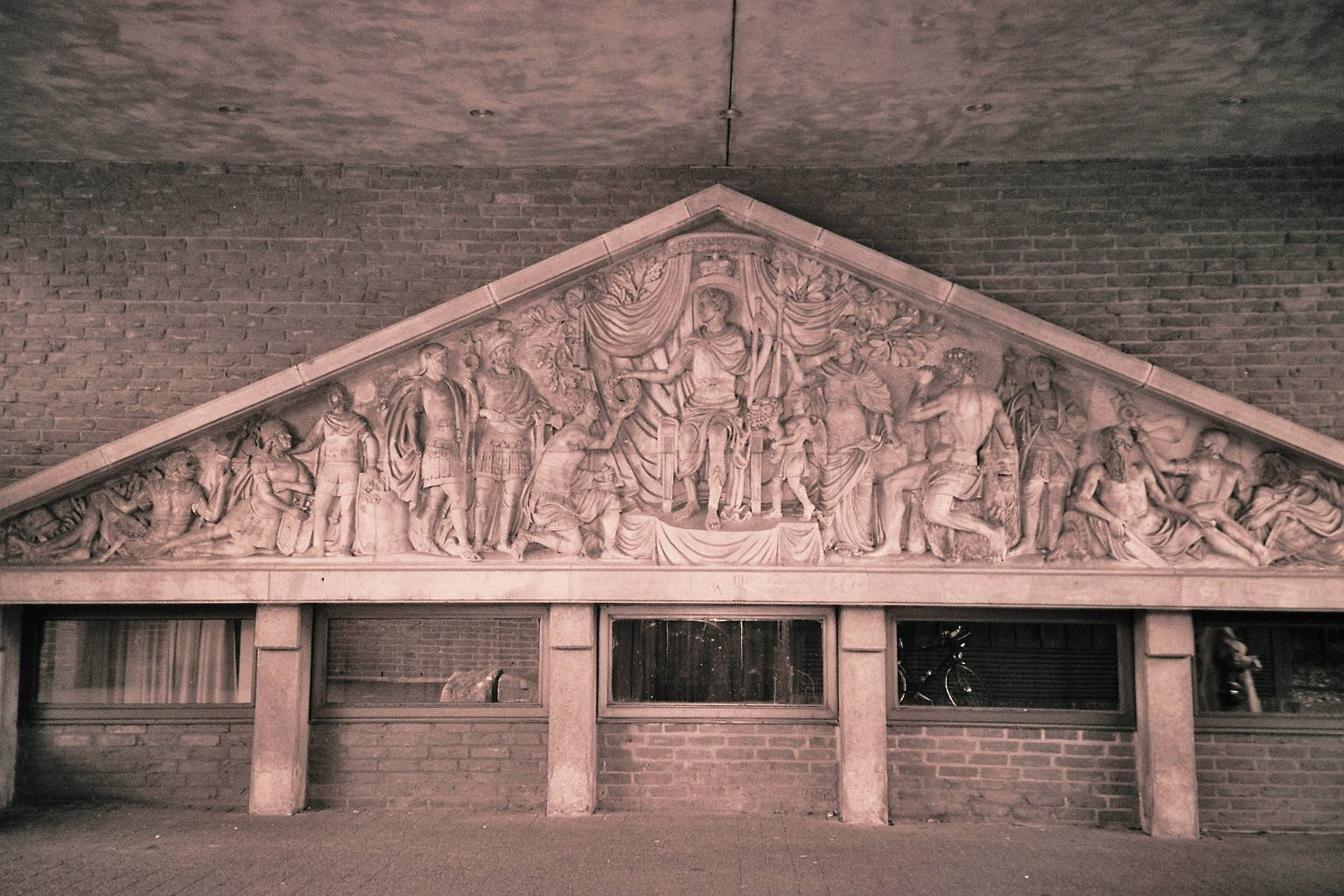
Klever-Tor-Fries

Im Prozess des Wiederaufbaus nach dem Zweiten Weltkrieg war zunächst unklar, wie mit den ehemaligen Kasernengrundstücken verfahren werden sollte. Ein ehemaliges Wachgebäude stand bis 1961 und wurde bei der Errichtung eines angrenzenden Schulzentrums an der Martinistraße abgerissen. Es trug den erhalten gebliebenen Fries des Klever Tors, welcher seit 1975 im Durchgang südlich der Fluthgrafstraße aufgestellt ist. 1974 bzw. 1975 wurde der Gebäudekomplex mit Rathaus, Volkshochschule und Stadtbücherei fertiggestellt, zudem entstand an der Martinistraße nahe der Einmündung der Fluthgrafstraße ein Parkdeck für das Städtische Bühnenhaus. Damit einher ging die Entstehung des Durchgangs entlang des Rathauses, ab dem 4. April 1974 war die Fluthgrafstraße für den Durchgangsverkehr von Kraftfahrzeugen nicht mehr nutzbar. Auch der nördliche Teil der Fluthgrafstraße wird seit der Vollendung der weiter westlich verlaufenden heutigen B 8 nicht mehr als Durchgangsstraße genutzt, sodass die früher verkehrsreiche Straße heute wenig befahren ist.
Ein Haus an der Fluthgrafstraße, der frühere Standort der Bäckerei Arera, ist ein eingetragenes Kulturdenkmal. Es ist ein Wohn- und Geschäftshaus im Jugendstil und beinhaltet inzwischen Räumlichkeiten eines Startup-Unternehmens.